# Wulkaprodersdorf
Wulkaprodersdorf (węg. Vulkapordány, burg.-chor. Vulkaprodrštof) – gmina targowa (Marktgemeinde) w Austrii, w kraju związkowym Burgenland, w powiecie Eisenstadt-Umgebung. Liczy 1,91 tys. mieszkańców (1 stycznia 2014).